# Current Chemistry Letters
Current Chemistry Letters (skrót oficjalny Current Chem. Lett., popularnie używa się także skrótu CCL) – czasopismo naukowe zawierające artykuły na temat badań z chemii. Wydawane jest przez Growing Science. 
Current Chemistry Letters jest indeksowane przez: Scopus, Chemical Abstracts, Index Copernicus, Directory of Open Access Journals oraz CrossRef. Pismo nie ma współczynnika wpływu impact factor (IF) i jest w części „B” wykazu czasopism punktowanych Ministerstwa Nauki i Szkolnictwa Wyższego (3 punkty za publikację w latach 2013-2014 i 10 punktów za publikację w latach 2015-2016).
Redaktorami naczelnymi są Agnieszka Kącka-Zych, Oleh M. Demchuk oraz Reza Naimi-Jamal.